# Melanconis
Melanconis es un género de hongos en la familia Melanconidaceae.